# Výbor pro světové dědictví
Výbor pro světové dědictví je institucí UNESCO, která rozhoduje o zařazení jednotlivých pamětihodností do Seznamu světového kulturního dědictví UNESCO. Rozhoduje také o zapsání na Seznam světového dědictví v nebezpečí, sleduje stav památek zapsaných na seznamu, rozhoduje o využívání fondu světového dědictví a přiděluje finanční pomoc na žádost smluvních států. Výbor tvoří zástupci 21 států, které jsou voleny Valným shromážděním smluvních států na dobu čtyř let. Podle Úmluvy o světovém dědictví je funkční období člena výboru šest let, nicméně mnoho států se dobrovolně rozhoduje být členy výboru pouze čtyři roky. Takto se rozhodli například všichni členové zvolení na 15. Valném shromáždění v roce 2005. Výbor se schází jednou ročně. Jeho první zasedání se uskutečnilo roku 1977 v Paříži.